# Campeonato Europeu Júnior de Atletismo de 1985
O Campeonato Europeu Júnior de Atletismo de 1985 foi a 8ª edição da competição de atletismo organizada pela Associação Europeia de Atletismo para atletas com menos de vinte anos, classificados como Júnior. O evento foi realizado no estádio Leichtathletikstadion Cottbus em Cottbus na Alemanha Oriental, entre 22 e 25 de agosto de 1985. Teve como destaque a Alemanha Oriental com 25 medalhas, sendo 12 de ouro.  

## Resultados
Esses foram os resultados do campeonato. 

### Masculino
| Evento                       | Ouro                                                                       | Ouro     | Prata                                                                          | Prata    | Bronze                                                                                         | Bronze   |
| ---------------------------- | -------------------------------------------------------------------------- | -------- | ------------------------------------------------------------------------------ | -------- | ---------------------------------------------------------------------------------------------- | -------- |
| 100 m                        | Elliot Bunney · Reino Unido                                                | 10.38    | Endre Havas · Hungria                                                          | 10.40    | John Regis · Reino Unido                                                                       | 10.51    |
| 200 m                        | Ade Mafe · Reino Unido                                                     | 20.54    | Richard Ashby · Reino Unido                                                    | 20.85    | Endre Havas · Hungria                                                                          | 21.00    |
| 400 m                        | Roger Black · Reino Unido                                                  | 45.36    | Yan Krasnikov · União Soviética                                                | 46.31    | Jacques Farraudière · França                                                                   | 46.37    |
| 800 m                        | Ralph Schumann · Alemanha Oriental                                         | 1:51.28  | Jussi Udelhoven · Alemanha Ocidental                                           | 1:51.96  | Geir Søgnebotnen · Noruega                                                                     | 1:51.98  |
| 1.500 m                      | Mika Maaskola · Finlândia                                                  | 3:44.99  | Neil Horsfield · Reino Unido                                                   | 3:45.39  | Hauke Fuhlbrügge · Alemanha Oriental                                                           | 3:45.60  |
| 3.000 m                      | Nick O'Brien · Irlanda                                                     | 8:10.75  | Andrey Usachov · União Soviética                                               | 8:10.90  | John Nuttall · Reino Unido                                                                     | 8:11.72  |
| 5.000 m                      | Paul Taylor · Reino Unido                                                  | 14:12.45 | Volker Iwanowski · Alemanha Oriental                                           | 14:14.83 | José Manuel García · Espanha                                                                   | 14:17.87 |
| 110 m com barreiras          | Jon Ridgeon · Reino Unido                                                  | 13.46    | Colin Jackson · Reino Unido                                                    | 13.69    | Fausto Frigerio · Itália                                                                       | 14.10    |
| 400 m com barreiras          | Oleg Singatullin · União Soviética                                         | 50.64    | Klaus Ehrle · Áustria                                                          | 50.99    | Carsten Köhrbrück · Alemanha Ocidental                                                         | 51.23    |
| 2.000 m com obstáculo        | Nikolay Matyushenko · União Soviética                                      | 5:28.31  | Sándor Serfõzõ · Hungria                                                       | 5:34.98  | Marián Huncík · Tchecoslováquia                                                                | 5:35.83  |
| Revezamento 4 x 100 metros   | Reino Unido · Trevor McKenzie · Elliot Bunney · Richard Ashby · John Regis | 39.80    | Polónia · Jacek Marlicki · Andrzej Popa · Jacek Konopka · Marek Parjaszewski   | 40.18    | União Soviética · Vitaliy Savin · Viktor Ivanov · Sergey Klyonov · Dmitriy Dontsov             | 40.32    |
| Revezamento 4 x 400 metros   | Reino Unido · Mark Tyler · John Rigg · Ade Mafe · Roger Black              | 3:07.18  | Alemanha Ocidental · Bernd Müller · Volker Höschele · Edgar Itt · Thomas Beblo | 3:08.02  | União Soviética · Andrey Cherevchenko · Sergey Dobrovolskiy · Oleg Singatullin · Yan Krasnikov | 3:08.32  |
| 10 km marcha atlética        | Mikhail Shchennikov · União Soviética                                      | 42:00.63 | Daniel Plaza · Espanha                                                         | 42:16.39 | Giovanni De Benedictis · Itália                                                                | 42:56.80 |
| Salto em altura              | John Hill · Reino Unido                                                    | 2.24 m   | Róbert Ruffíni · Tchecoslováquia                                               | 2.24 m   | Georgi Dakov · Bulgária                                                                        | 2.18 m   |
| Salto com vara               | Igor Trandenkov · União Soviética                                          | 5.45 m   | Grigoriy Yegorov · União Soviética                                             | 5.40 m   | Mike Thiede · Alemanha Oriental                                                                | 5.30 m   |
| Salto em distância           | Volker Mai · Alemanha Oriental                                             | 7.99 m   | Marco Delonge · Alemanha Oriental                                              | 7.96 m   | Emiel Mellaard · Países Baixos                                                                 | 7.79 m   |
| Salto triplo                 | Volker Mai · Alemanha Oriental                                             | 16.83 m  | Yuriy Gorbachenko · União Soviética                                            | 16.61 m  | Piotr Weremczuk · Polónia                                                                      | 16.21 m  |
| Arremesso de peso (6 kg)     | Oliver-Sven Buder · Alemanha Oriental                                      | 19.34 m  | Oleksandr Bagach · União Soviética                                             | 18.48 m  | Maik Prollius · Alemanha Oriental                                                              | 18.09 m  |
| Arremesso de disco (1,75 kg) | Attila Horváth · Hungria                                                   | 60.02 m  | Rüdiger Pudenz · Alemanha Oriental                                             | 58.74 m  | Vasiliy Kaptyukh · União Soviética                                                             | 57.18 m  |
| Lançamento de martelo        | Andreï Abduvaliev · União Soviética                                        | 72.44 m  | Steffen Raschik · Alemanha Oriental                                            | 68.82 m  | Valentin Kirov · Bulgária                                                                      | 66.16 m  |
| Arremesso de dardo (6 kg)    | Andrey Maznichenk · União Soviética                                        | 79.92 m  | Gary Jenson · Reino Unido                                                      | 75.68 m  | Bogdan Patelka · Polónia                                                                       | 75.68 m  |
| Decatlo                      | Thomas Fahner · Alemanha Oriental                                          | 7815 pts | Igor Drobyshevskiy · União Soviética                                           | 7633 pts | André Preysing · Alemanha Oriental                                                             | 7476 pts |

### Feminino
| Evento                       | Ouro                                                                                                | Ouro     | Prata                                                                                    | Prata         | Bronze                                                                         | Bronze   |
| ---------------------------- | --------------------------------------------------------------------------------------------------- | -------- | ---------------------------------------------------------------------------------------- | ------------- | ------------------------------------------------------------------------------ | -------- |
| 100 m                        | Kerstin Behrendt · Alemanha Oriental                                                                | 11.21    | Annarita Balzani · Itália                                                                | 11.60         | Helen Miles · Reino Unido                                                      | 11.63    |
| 200 m                        | Kerstin Behrendt · Alemanha Oriental                                                                | 23.21    | Louise Stuart · Reino Unido                                                              | 23.83         | Marina Krivosheina · União Soviética                                           | 23.94    |
| 400 m                        | Olga Pesnopevtseva · União Soviética                                                                | 53.37    | Nicole Leistenschneider · Alemanha Ocidental                                             | 53.47         | Oksana Petrenko · União Soviética                                              | 53.93    |
| 800 m                        | Maria Pintea · RoméniaGabriela Sedláková · Tchecoslováquia                                          | 2:03.22  | Não concedido                                                                            | Não concedido | Ellen Kiessling · Alemanha Oriental                                            | 2:04.18  |
| 1.500 m                      | Ana Padurean · Roménia                                                                              | 4:16.32  | Marie-Pierre Duros · França                                                              | 4:18.34       | Tatyana Vokhmintseva · União Soviética                                         | 4:19.86  |
| 3.000 m                      | Cleopatra Palacian · Roménia                                                                        | 9:05.52  | Christin Sørum · Noruega                                                                 | 9:07.54       | Angela Madrakhimova · União Soviética                                          | 9:13.66  |
| 100 m com barreiras          | Monique Éwanjé-Épée · França                                                                        | 13.10    | Heike Tillack · Alemanha Oriental                                                        | 13.24         | Lidiya Okolo-Kulak · União Soviética                                           | 13.30    |
| 400 m com barreiras          | Claudia Bartl · Alemanha Oriental                                                                   | 56.22    | Zhivka Petkova · Bulgária                                                                | 56.50         | Sabine Zwiener · Alemanha Ocidental                                            | 57.78    |
| Revezamento 4 x 100 metros   | Alemanha Oriental · Frauke Damberg · Kerstin Behrendt · Heike Tillack · Claudia Schuster            | 44.30    | União Soviética · Irina Kot · Tatyana Papilina · Marina Krivosheyna · Lidiya Okolo-Kulak | 44.49         | Reino Unido · Helen Miles · Georgina Oladapo · Hayley Clements · Louise Stuart | 44.78    |
| Revezamento 4 x 400 metros   | Alemanha Ocidental · Silke-Beate Knoll · Nicole Leistenschneider · Andrea Jirousch · Sabine Zwiener | 3:32.67  | Alemanha Oriental · Susan Machmüller · Susanne Sieger · Claudia Bartl · Dagmar Stuhr     | 3:34.40       | Reino Unido · Georgina Honley · Lynne Robinson · Dawn Flockhart · Loreen Hall  | 3:35.10  |
| 5 km marcha atlética         | Marí Cruz Díaz · EspanhaMaría Reyes Sobrino · Espanha                                               | 22:56.84 | Não concedido                                                                            | Não concedido | Svetlana Kaburkina · União Soviética                                           | 23:03.45 |
| Salto em altura              | Natalya Golodnova · União Soviética                                                                 | 1.94 m   | Olga Turchak · União Soviética                                                           | 1.91 m        | Svetlana Isaeva · Bulgária                                                     | 1.88 m   |
| Salto em distância           | Sofiya Bozhanova · Bulgária                                                                         | 6.68 m   | Silke Harms · Alemanha Ocidental                                                         | 6.56 m        | Yelena Davydova · União Soviética                                              | 6.55 m   |
| Arremesso de peso (6 kg)     | Bettina Libera · Alemanha Oriental                                                                  | 18.76 m  | Ilke Wyludda · Alemanha Oriental                                                         | 18.11 m       | Stephanie Storp · Alemanha Ocidental                                           | 17.45 m  |
| Arremesso de disco (1,75 kg) | Ilke Wyludda · Alemanha Oriental                                                                    | 57.38 m  | Viktoriya Kochetkova · União Soviética                                                   | 56.78 m       | Larisa Korotkevich · União Soviética                                           | 56.62 m  |
| Lançamento de dardo          | Regine Kempter · Alemanha Oriental                                                                  | 61.70 m  | Danica Živanov · Iugoslávia                                                              | 60.10 m       | Ingrid Lammertsma · Países Baixos                                              | 55.92 m  |
| Heptatlo                     | Emilia Dimitrova · Bulgária                                                                         | 6079 pts | Yelena Davydova · União Soviética                                                        | 6051 pts      | Birgit Gautzsch · Alemanha Oriental                                            | 5852 pts |

## Quadro de medalhas
| Ordem | País               | Medalha de ouro | Medalha de prata | Medalha de bronze | Total |
| ----- | ------------------ | --------------- | ---------------- | ----------------- | ----- |
| 1     | Alemanha Oriental  | 12              | 7                | 6                 | 25    |
| 2     | União Soviética    | 8               | 10               | 11                | 29    |
| 3     | Reino Unido        | 8               | 5                | 5                 | 18    |
| 4     | Roménia            | 3               | 0                | 0                 | 3     |
| 5     | Bulgária           | 2               | 1                | 3                 | 6     |
| 6     | Espanha            | 2               | 1                | 1                 | 4     |
| 7     | Alemanha Ocidental | 1               | 4                | 3                 | 8     |
| 8     | Hungria            | 1               | 2                | 1                 | 4     |
| 9=    | Tchecoslováquia    | 1               | 1                | 1                 | 3     |
| 9=    | França             | 1               | 1                | 1                 | 3     |
| 11=   | Finlândia          | 1               | 0                | 0                 | 1     |
| 11=   | Irlanda            | 1               | 0                | 0                 | 1     |
| 13=   | Polónia            | 0               | 1                | 2                 | 3     |
| 13=   | Itália             | 0               | 1                | 2                 | 3     |
| 15    | Noruega            | 0               | 1                | 1                 | 2     |
| 16=   | Áustria            | 0               | 1                | 0                 | 1     |
| 16=   | Iugoslávia         | 0               | 1                | 0                 | 1     |
| 18    | Países Baixos      | 0               | 0                | 2                 | 2     |